# Pseudartonis semicoccinea
Pseudartonis semicoccinea là một loài nhện trong họ Araneidae.
Loài này thuộc chi Pseudartonis. Pseudartonis semicoccinea được Eugène Simon miêu tả năm 1907.